# Wood River (Columbia River)
Der Wood River ist ein 35 km langer Fluss in den Kanadischen Rocky Mountains im äußersten Osten der kanadischen Provinz British Columbia. 

## Flusslauf
Die unteren 23 Flusskilometer des Wood River wurden durch den 1969–1973 am Columbia River errichteten Mica-Staudamm überflutet. Bis zu seiner Überschwemmung war der Fluss ein Zustrom des Canoe River.   Der untere Wood River wird Wood Reach genannt, welcher mit dem Canoe Reach verbunden ist, dem überfluteten unteren Teil des Canoe River. Beide sind nun Teil des Mica-Staudamm-Reservoirs, Kinbasket Lake.

## Verlauf
Der Wood River bildet den Abfluss des Fortress Lake, einem Bergsee im Hamber Provincial Park. Dessen Zuströme entwässern die Westflanke der nordamerikanischen kontinentalen Wasserscheide. Der Wood River fließt in Richtung Südwesten, um den Canoe River und den Columbia River im Kinbasket Lake zu treffen.

## Geschichte
Im Jahre 1811 hat David Thompson die Kontinentalwasserscheide am Athabasca Pass überschritten und ist dem Wood River entlang abgestiegen zum Columbia River. Er und seine Gruppe haben ein Boot gebaut am Boat Encampment, ein Punkt am Zusammenfluss des Wood River, Canoe River und Columbia River.